# سرابرفتخان (مقاطعة دورة)
سرابرفتخان (بالفارسية: سرابرفتخان) هي قرية تقع في قسم تشكن الريفي (مقاطعة دورة) في إيران. يقدر عدد سكانها بـ 461 نسمة بحسب إحصاء 2016.